# Havelok le Danois

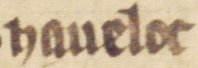
Le nom d'Havelok comme il apparaît dans un manuscrit du XIVe siècle.

Havelok le Danois (en anglais Havelok the Dane), également connu sous les titres Havelok et Lai d'Havelok le Danois, est un roman de chevalerie composé en moyen anglais vers 1270 environ. L'histoire est également connue par deux versions anglo-normandes antérieures, comme celle de Geoffroy Gaimar et son Estoire des Engleis, composée vers 1130. Dans le manuscrit de la British Library, la graphie est « Haveloc ». Un autre poème ancien français, le Lai de Haveloc, lui est entièrement consacré, rédigé à la fin du XIIe siècle. Une édition de ce Lai de Haveloc fut donnée par Francisque Michel .
Fernand Mossé, pense que « [c]es récits, ainsi que le poème anglais qui nous occupe, doivent remonter indépendamment à une source commune ; mais entre cette source et notre poème ont dû se placer d'autres versions en anglais qui sont perdues. » Toujours selon le philologue français, « [b]ien que la légende d'Havelok évoque le nom de certains personnages scandinaves connus, il est improbable qu'elle ait un fondement historique. Comme il arrive si souvent, c'est un tissu d'éléments empruntés au folklore ; l'un se retrouve dans la légende de Servius Tullius [...], d'autres dans la légende d'Hamlet. »